# Vengaboys/Diskografie
Diese Diskografie ist eine Übersicht über die musikalischen Werke der niederländischen Europop-Band Vengaboys. Den Quellenangaben und Schallplattenauszeichnungen zufolge hat sie bisher mehr als 5,2 Millionen Tonträger verkauft, davon alleine in ihrer Heimat über 450.000. Ihre erfolgreichste Veröffentlichung ist das Album The Party Album mit mehr als 2,6 Millionen verkauften Einheiten.

## Alben

### Studioalben
| Jahr | Titel              | Höchstplatzierung, Gesamtwochen, AuszeichnungChartplatzierungen (Jahr, Titel, Platzierungen, Wochen, Auszeichnungen, Anmerkungen) | Höchstplatzierung, Gesamtwochen, AuszeichnungChartplatzierungen (Jahr, Titel, Platzierungen, Wochen, Auszeichnungen, Anmerkungen) | Höchstplatzierung, Gesamtwochen, AuszeichnungChartplatzierungen (Jahr, Titel, Platzierungen, Wochen, Auszeichnungen, Anmerkungen) | Höchstplatzierung, Gesamtwochen, AuszeichnungChartplatzierungen (Jahr, Titel, Platzierungen, Wochen, Auszeichnungen, Anmerkungen) | Höchstplatzierung, Gesamtwochen, AuszeichnungChartplatzierungen (Jahr, Titel, Platzierungen, Wochen, Auszeichnungen, Anmerkungen) | Höchstplatzierung, Gesamtwochen, AuszeichnungChartplatzierungen (Jahr, Titel, Platzierungen, Wochen, Auszeichnungen, Anmerkungen) | Höchstplatzierung, Gesamtwochen, AuszeichnungChartplatzierungen (Jahr, Titel, Platzierungen, Wochen, Auszeichnungen, Anmerkungen) | Anmerkungen                             |
| Jahr | Titel              | DE | AT | CH | UK | US | NL | BEF | Anmerkungen                             |
| ---- | ------------------ | --- | --- | --- | --- | --- | --- | --- | --------------------------------------- |
| 1998 | The Party Album    | DE18 (45 Wo.)DE | AT26 (17 Wo.)AT | CH26 Gold · (30 Wo.)CH | UK6 ×2Doppelplatin · (41 Wo.)UK                                                                                                   | US86 Gold · (30 Wo.)US | NL4 Gold · (30 Wo.)NL | BEF11 (9 Wo.)BEF | Erstveröffentlichung: 9. November 1998  |
| 2000 | The Platinum Album | DE4 Gold · (26 Wo.)DE | AT2 Gold · (25 Wo.)AT | CH2 Platin · (23 Wo.)CH | UK9 Gold · (10 Wo.)UK | — | NL2 (31 Wo.)NL | BEF5 (20 Wo.)BEF | Erstveröffentlichung: 10. März 2000     |
| 2014 | Xmas Party Album!  | — | — | — | — | — | — | — | Erstveröffentlichung: 28. November 2014 |

### Kompilationen
| Jahr | Titel Musiklabel                       | Höchstplatzierung, Gesamtwochen, AuszeichnungChartplatzierungen (Jahr, Titel, Musiklabel, Platzierungen, Wochen, Auszeichnungen, Anmerkungen) | Höchstplatzierung, Gesamtwochen, AuszeichnungChartplatzierungen (Jahr, Titel, Musiklabel, Platzierungen, Wochen, Auszeichnungen, Anmerkungen) | Höchstplatzierung, Gesamtwochen, AuszeichnungChartplatzierungen (Jahr, Titel, Musiklabel, Platzierungen, Wochen, Auszeichnungen, Anmerkungen) | Höchstplatzierung, Gesamtwochen, AuszeichnungChartplatzierungen (Jahr, Titel, Musiklabel, Platzierungen, Wochen, Auszeichnungen, Anmerkungen) | Höchstplatzierung, Gesamtwochen, AuszeichnungChartplatzierungen (Jahr, Titel, Musiklabel, Platzierungen, Wochen, Auszeichnungen, Anmerkungen) | Höchstplatzierung, Gesamtwochen, AuszeichnungChartplatzierungen (Jahr, Titel, Musiklabel, Platzierungen, Wochen, Auszeichnungen, Anmerkungen) | Höchstplatzierung, Gesamtwochen, AuszeichnungChartplatzierungen (Jahr, Titel, Musiklabel, Platzierungen, Wochen, Auszeichnungen, Anmerkungen) | Anmerkungen                            |
| Jahr | Titel Musiklabel                       | DE | AT | CH | UK | US | NL | BEF | Anmerkungen                            |
| ---- | -------------------------------------- | --- | --- | --- | --- | --- | --- | --- | -------------------------------------- |
| 1998 | Greatest Hits! Part 1 Breakin’ Records | — | — | — | — | — | NL1 Platin · (72 Wo.)NL | BEF3 Platin · (45 Wo.)BEF | Erstveröffentlichung: 30. Oktober 1998 |

Weitere Kompilationen
- 2011: The Best of Vengaboys (Central Station)
- 2024: The Greatest Hits Collection (Universal)

## Singles
| Jahr | Titel Album                                             | Höchstplatzierung, Gesamtwochen, AuszeichnungChartplatzierungen (Jahr, Titel, Album, Platzierungen, Wochen, Auszeichnungen, Anmerkungen) | Höchstplatzierung, Gesamtwochen, AuszeichnungChartplatzierungen (Jahr, Titel, Album, Platzierungen, Wochen, Auszeichnungen, Anmerkungen) | Höchstplatzierung, Gesamtwochen, AuszeichnungChartplatzierungen (Jahr, Titel, Album, Platzierungen, Wochen, Auszeichnungen, Anmerkungen) | Höchstplatzierung, Gesamtwochen, AuszeichnungChartplatzierungen (Jahr, Titel, Album, Platzierungen, Wochen, Auszeichnungen, Anmerkungen) | Höchstplatzierung, Gesamtwochen, AuszeichnungChartplatzierungen (Jahr, Titel, Album, Platzierungen, Wochen, Auszeichnungen, Anmerkungen) | Höchstplatzierung, Gesamtwochen, AuszeichnungChartplatzierungen (Jahr, Titel, Album, Platzierungen, Wochen, Auszeichnungen, Anmerkungen) | Höchstplatzierung, Gesamtwochen, AuszeichnungChartplatzierungen (Jahr, Titel, Album, Platzierungen, Wochen, Auszeichnungen, Anmerkungen) | Anmerkungen                                            |
| Jahr | Titel Album                                             | DE | AT | CH | UK | US | NL | BEF | Anmerkungen                                            |
| ---- | ------------------------------------------------------- | --- | --- | --- | --- | --- | --- | --- | ------------------------------------------------------ |
| 1997 | Parada de Tettas The Party Album                        | — | — | — | — | — | NL14 (5 Wo.)NL | — | Erstveröffentlichung: 15. August 1997                  |
| 1998 | Up & Down The Party Album                               | DE12 (19 Wo.)DE | AT24 (12 Wo.)AT | CH32 (9 Wo.)CH | UK4 Platin · (15 Wo.)UK | — | NL5 (14 Wo.)NL | BEF11 (16 Wo.)BEF | Erstveröffentlichung: 22. Juni 1998                    |
| 1998 | To Brazil! The Party Album                              | — | — | — | — | — | NL22 (7 Wo.)NL | — | Erstveröffentlichung: 3. Juli 1998                     |
| 1998 | Boom, Boom, Boom, Boom!! The Party Album (Re-Release)   | DE6 Gold · (19 Wo.)DE | AT8 (15 Wo.)AT | CH13 (17 Wo.)CH | UK1 ×2Doppelplatin · (15 Wo.)UK | US84 (6 Wo.)US | NL1 ×2Doppelplatin · (24 Wo.)NL | BEF1 Platin · (19 Wo.)BEF | Erstveröffentlichung: 16. Oktober 1998                 |
| 1998 | We Like to Party! (The Vengabus) The Party Album        | DE4 (18 Wo.)DE | AT6 (14 Wo.)AT | CH4 (19 Wo.)CH | UK3 Platin · (14 Wo.)UK | US26 (20 Wo.)US | NL2 Platin · (22 Wo.)NL | BEF1 Platin · (21 Wo.)BEF | Erstveröffentlichung: 19. Oktober 1998                 |
| 1999 | We’re Going to Ibiza The Party Album (Re-Release)       | DE9 (14 Wo.)DE | AT12 (14 Wo.)AT | CH7 (14 Wo.)CH | UK1 Platin · (15 Wo.)UK | — | NL1 Platin · (24 Wo.)NL | BEF2 Platin · (21 Wo.)BEF | Erstveröffentlichung: 1999                             |
| 1999 | Kiss (When the Sun Don’t Shine) The Platinum Album      | DE10 (12 Wo.)DE | AT14 (11 Wo.)AT | CH14 (15 Wo.)CH | UK3 Silber · (18 Wo.)UK | — | NL2 (13 Wo.)NL | BEF5 (15 Wo.)BEF | Erstveröffentlichung: 24. November 1999                |
| 1999 | Megamix The Remix Album                                 | DE55 (7 Wo.)DE | — | CH82 (4 Wo.)CH | — | — | — | — | Erstveröffentlichung: November 1999                    |
| 2000 | Shalala Lala The Platinum Album                         | DE3 Platin · (19 Wo.)DE | AT2 Platin · (19 Wo.)AT | CH3 Gold · (26 Wo.)CH | UK5 Silber · (10 Wo.)UK | — | NL2 (10 Wo.)NL | BEF2 Gold · (12 Wo.)BEF | Erstveröffentlichung: 21. Februar 2000                 |
| 2000 | Uncle John from Jamaica The Platinum Album              | DE12 (13 Wo.)DE | AT10 (12 Wo.)AT | CH18 (15 Wo.)CH | UK6 (7 Wo.)UK | — | NL7 (9 Wo.)NL | BEF14 (11 Wo.)BEF | Erstveröffentlichung: 29. Mai 2000                     |
| 2000 | Cheekah Bow Bow (That Computer Song) The Platinum Album | DE34 (7 Wo.)DE | AT30 (5 Wo.)AT | CH49 (4 Wo.)CH | UK19 (5 Wo.)UK | — | NL32 (3 Wo.)NL | BEF30 (5 Wo.)BEF | Erstveröffentlichung: 18. September 2000 feat. Cheekah |
| 2001 | Forever as One The Platinum Album                       | DE79 (1 Wo.)DE | — | — | UK28 (2 Wo.)UK | — | — | — | Erstveröffentlichung: 12. Februar 2001                 |
| 2010 | Rocket to Uranus Best of Vengaboys                      | — | — | — | — | — | NL21 (4 Wo.)NL | — | Erstveröffentlichung: 4. Juni 2010 feat. Perez Hilton  |
| 2013 | Hot Hot Hot –                                           | — | — | — | — | — | NL29 (5 Wo.)NL | — | Erstveröffentlichung: 25. Juli 2013                    |

Weitere Singles
- 2014: Where Did My Xmas Tree Go?
- 2016: Supergeil (mit Coen und Sander)
- 2020: Up & Down (mit Timmy Trumpet)
- 2021: 1999 (I Wanna Go Back)

## Statistik

### Chartauswertung
|                     | DE    | AT    | CH    | UK    | US    | NL    | BEF     |
| ------------------- | ----- | ----- | ----- | ----- | ----- | ----- | ------- |
| Nummer-eins-Alben   | DE—DE | AT—AT | CH—CH | UK—UK | US—US | NL1NL | BEF—BEF |
| Top-10-Alben        | DE1DE | AT1AT | CH1CH | UK2UK | US—US | NL3NL | BEF2BEF |
| Alben in den Charts | DE2DE | AT2AT | CH2CH | UK2UK | US1US | NL3NL | BEF3BEF |

|                       | DE     | AT    | CH    | UK    | US    | NL     | BEF     |
| --------------------- | ------ | ----- | ----- | ----- | ----- | ------ | ------- |
| Nummer-eins-Singles   | DE—DE  | AT—AT | CH—CH | UK2UK | US—US | NL2NL  | BEF2BEF |
| Top-10-Singles        | DE5DE  | AT4AT | CH3CH | UK7UK | US—US | NL7NL  | BEF5BEF |
| Singles in den Charts | DE10DE | AT8AT | CH9CH | UK9UK | US2US | NL12NL | BEF8BEF |

### Auszeichnungen für Musikverkäufe
| Land/RegionAuszeichnungen für Musikverkäufe (Land/Region, Auszeichnungen, Verkäufe, Quellen) | Silber     | Gold       | Platin       | Verkäufe  | Quellen                                                    |
| -------------------------------------------------------------------------------------------- | ---------- | ---------- | ------------ | --------- | ---------------------------------------------------------- |
| Australien (ARIA)                                                                            | —          | 2× Gold2   | 5× Platin5   | 420.000   | aria.com.au                                                |
| Belgien (BRMA)                                                                               | —          | 2× Gold2   | 7× Platin7   | 425.000   | ultratop.be                                                |
| Chile (IFPI)                                                                                 | —          | —          | —            | 73.911    | Einzelnachweise                                            |
| Dänemark (IFPI)                                                                              | —          | Gold1      | Platin1      | 135.000   | ifpi.dk                                                    |
| Deutschland (BVMI)                                                                           | —          | 2× Gold2   | Platin1      | 900.000   | musikindustrie.de                                          |
| Frankreich (SNEP)                                                                            | Silber1    | Gold1      | —            | 300.000   | infodisc.fr                                                |
| Indien (IMI)                                                                                 | —          | —          | 5× Platin5   | 1.150.000 | worldradiohistory.com                                      |
| Irland (IRMA)                                                                                | —          | —          | 5× Platin5   | 75.000    | worldradiohistory.com                                      |
| Italien (FIMI)                                                                               | —          | Gold1      | —            | 50.000    | fimi.it                                                    |
| Kanada (MC)                                                                                  | —          | Gold1      | 3× Platin3   | 350.000   | musiccanada.com                                            |
| Neuseeland (RMNZ)                                                                            | —          | 5× Gold5   | 15× Platin15 | 267.500   | aotearoamusiccharts.co.nz NZ2                              |
| Niederlande (NVPI)                                                                           | —          | Gold1      | 5× Platin5   | 450.000   | nvpi.nl                                                    |
| Norwegen (IFPI)                                                                              | —          | 2× Gold2   | —            | 50.000    | ifpi.no (Memento vom 5. November 2012 im Internet Archive) |
| Österreich (IFPI)                                                                            | —          | Gold1      | Platin1      | 75.000    | ifpi.at                                                    |
| Polen (ZPAV)                                                                                 | —          | 2× Gold2   | —            | 100.000   | olis.pl                                                    |
| Schweden (IFPI)                                                                              | —          | 3× Gold3   | 3× Platin3   | 160.000   | sverigetopplistan.se SE2                                   |
| Schweiz (IFPI)                                                                               | —          | 2× Gold2   | Platin1      | 100.000   | hitparade.ch                                               |
| Spanien (Promusicae)                                                                         | —          | 3× Gold3   | —            | 130.000   | elportaldemusica.es                                        |
| Ungarn (MAHASZ)                                                                              | —          | Gold1      | —            | 25.000    | slagerlistak.hu                                            |
| Vereinigte Staaten (RIAA)                                                                    | —          | Gold1      | —            | 905.000   | riaa.com                                                   |
| Vereinigtes Königreich (BPI)                                                                 | 2× Silber2 | Gold1      | 7× Platin7   | 4.249.500 | bpi.co.uk                                                  |
| Insgesamt                                                                                    | 3× Silber3 | 32× Gold32 | 59× Platin59 |           |                                                            |